# Haynecourt
Haynecourt est une commune française située dans le département du Nord, en région Hauts-de-France.

## Géographie

### Description
Haynecourt est un village périurbain du Cambrésis situé à 7 km au nord-ouest de Cambrai, 28 km au sud-est d'Arras et à 18 km au sud de Douai, limitrophe du Pas-de-Calais.
Le territoire communal est tangenté au sud par le tracé initial de l'ex-RN 39 et l'ex-RN 43 (devenues respectivement les RD 939 et 643).

### Communes limitrophes
|                                                   | Épinoy (Pas-de-Calais)   |                    |
| Sauchy-Lestrée (Pas-de-Calais)                    | Haynecourt               | Sancourt           |
| Marquion (Pas-de-Calais), Bourlon (Pas-de-Calais) | Raillencourt-Sainte-Olle | Sailly-lez-Cambrai |

### Hydrographie
La commune est située dans le bassin Artois-Picardie. Elle n'est drainée par aucun cours d'eau,.

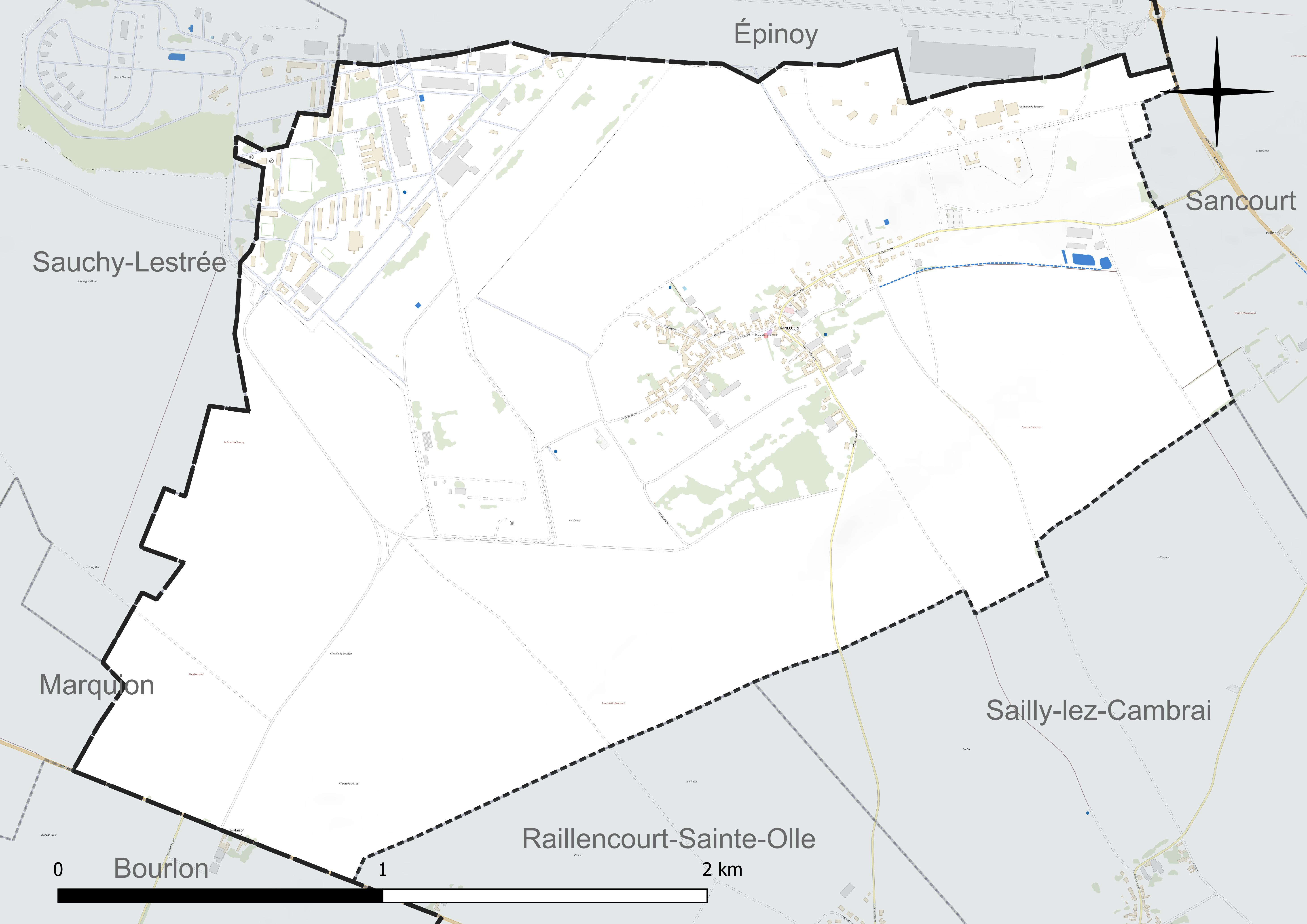
Réseau hydrographique d'Haynecourt.

### Climat
Pour des articles plus généraux, voir Climat des Hauts-de-France et Climat du Nord.
En 2010, le climat de la commune est de type climat océanique dégradé des plaines du Centre et du Nord, selon une étude du CNRS s'appuyant sur une série de données couvrant la période 1971-2000. En 2020, Météo-France publie une typologie des climats de la France métropolitaine dans laquelle la commune est exposée à un climat océanique et est dans la région climatique  Nord-est du bassin Parisien, caractérisée par un ensoleillement médiocre, une pluviométrie moyenne régulièrement répartie au cours de l'année et un hiver froid (3 °C). 
Pour la période 1971-2000, la température annuelle moyenne est de 10,4 °C, avec une amplitude thermique annuelle de 14,7 °C. Le cumul annuel moyen de précipitations est de 704 mm, avec 11,7 jours de précipitations en janvier et 9,1 jours en juillet. Pour la période 1991-2020, la température moyenne annuelle observée sur la station météorologique la plus proche, située sur la commune de Douai à 19 km à vol d'oiseau, est de 11,0 °C et le cumul annuel moyen de précipitations est de 729,2 mm,. Pour l'avenir, les paramètres climatiques de la commune estimés pour 2050 selon différents scénarios d'émission de gaz à effet de serre sont consultables sur un site dédié publié par Météo-France en novembre 2022.

## Urbanisme

### Typologie
Au 1er janvier 2024, Haynecourt est catégorisée commune rurale à habitat dispersé, selon la nouvelle grille communale de densité à sept niveaux définie par l'Insee en 2022.
Elle est située hors unité urbaine. Par ailleurs la commune fait partie de l'aire d'attraction de Cambrai, dont elle est une commune de la couronne,. Cette aire, qui regroupe 64 communes, est catégorisée dans les aires de 50 000 à moins de 200 000 habitants,.

### Occupation des sols
L'occupation des sols de la commune, telle qu'elle ressort de la base de données européenne d'occupation biophysique des sols Corine Land Cover (CLC), est marquée par l'importance des territoires agricoles (76,3 % en 2018), en augmentation par rapport à 1990 (74,7 %). La répartition détaillée en 2018 est la suivante : 
terres arables (69,7 %), zones industrielles ou commerciales et réseaux de communication (19,3 %), zones agricoles hétérogènes (6,6 %), zones urbanisées (4,4 %). L'évolution de l'occupation des sols de la commune et de ses infrastructures peut être observée sur les différentes représentations cartographiques du territoire : la carte de Cassini (XVIIIe siècle), la carte d'état-major (1820-1866) et les cartes ou photos aériennes de l'IGN pour la période actuelle (1950 à aujourd'hui).

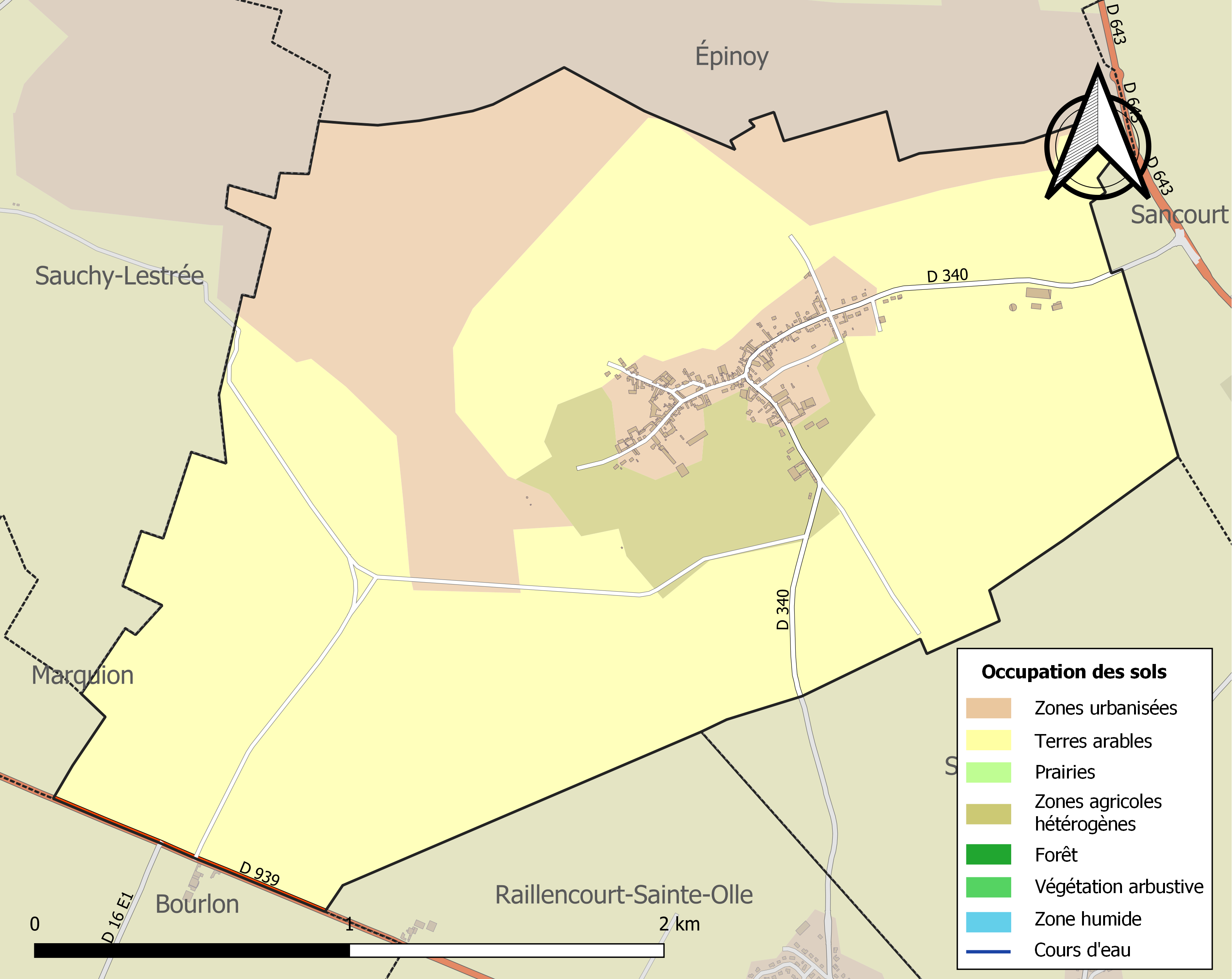
Carte des infrastructures et de l'occupation des sols de la commune en 2018 (CLC).

### Voies de communication et transports
La commune est desservie par le réseau de transports urbains de la Communauté d'agglomération de Cambrai appelé TUC (Transports Urbains du Cambrésis), par la ligne 16,.

## Toponymie
Le nom du village a connu quelques variantes : Hainulcurt (1076), Hainulcurth (1144), Hainecurt (1160), Henelcurt (1167), Henecort (1181), Hainecort (1184), Hayncort, Hennecourt, Heynnecourt, Henikurt, Henecurt, Heinecourt, Ennecourt, Hainnecourt (1793), Haynecourt (depuis 1801). Boniface rapproche le nom de Haisne, Esnes, etc. et l'interprète comme « la métairie du marais ». Mannier y voit plutôt « la ferme de Hano »  ou Haganus ou un semblable nom d'homme.

## Histoire
Du XIIe au XVIIe siècle, Haynecourt avait pour seigneurs des membres de la famille d'Haynecourt. La seigneurie passa ensuite par alliance aux familles de La Motte d'Ingoyghem, Dumont de Beaulieu, puis Diesbach Belleroche.
Haynecourt, occupé jusqu'en 1918 par l'armée allemande, a été considéré comme détruit à la fin de la Première Guerre mondiale..

## Politique et administration

### Rattachements administratifs et électoraux
Rattachements administratifs
La commune se trouve dans l'arrondissement de Cambrai du département du Nord.
Elle faisait partie  du canton de Cambrai-Ouest. Dans le cadre du redécoupage cantonal de 2014 en France, cette circonscription administrative territoriale a disparu, et le canton n'est plus qu'une circonscription électorale.
Rattachements électoraux
Pour les élections départementales, la commune fait partie depuis 2014 du canton de Cambrai
Pour l'élection des députés, elle fait partie de la dix-huitième circonscription du Nord.

### Intercommunalité
Haynecourt était membre de la communauté de communes de l'Ouest Cambrésis, un établissement public de coopération intercommunale (EPCI) à fiscalité propre créé fin 1993 et auquel la commune avait transféré un certain nombre de ses compétences, dans les conditions déterminées par le code général des collectivités territoriales.
Cette intercommunalité a fusionné le 1er janvier 2014 au sein de la communauté d'agglomération de Cambrai, dont est désormais membre Haynecourt

### Politique locale
Lors du premier tour des élections municipales de 2020 dans le Nord, la liste menée par Bernard Hurez a battu celle menée menée par le maire sortant Alain Parsy, qui a formé un recours contre l'élection, estimant irrégulière la « diffusion d'un tract diffamant la veille du scrutin ». Les élections ayant été annulées, le tribunal ayant estimé que la diffusion tradive du tract n'avait pas permis à l'autre liste d'y répondre, un nouveau scrutin est organisé le 7 février 2020, remporté en totalité par la liste de Bernard Hurez, qui a donc été réélu maire par ce conseil municipal,.

### Liste des maires
Maire de 1802 à 1807 : Louis Legrue,.
Maire en 1881 : Herbet.
| Période                                  | Période                       | Identité       | Étiquette | Qualité              |
| ---------------------------------------- | ----------------------------- | -------------- | --------- | -------------------- |
| Les données manquantes sont à compléter. |                               |                |           |                      |
| 1991                                     | 31 mai 2011                   | Bernard Degand |           | Décédé en fonction   |
| 2011                                     | avril 2014                    | Léon Truy      |           | Agriculteur retraité |
| avril 2014                               | mai 2020                      | Alain Parsy    |           | Gendarme retraité    |
| mai 2020,                                | En cours (au 14 octobre 2020) | Bernard Hurez  |           |                      |

## Population et société

### Démographie

#### Évolution démographique
L'évolution du nombre d'habitants est connue à travers les recensements de la population effectués dans la commune depuis 1793. Pour les communes de moins de 10 000 habitants, une enquête de recensement portant sur toute la population est réalisée tous les cinq ans, les populations de référence des années intermédiaires étant quant à elles estimées par interpolation ou extrapolation. Pour la commune, le premier recensement exhaustif entrant dans le cadre du nouveau dispositif a été réalisé en 2004.

En 2022, la commune comptait 305 habitants, en évolution de −6,15 % par rapport à 2016 (Nord : +0,51 %, France hors Mayotte : +2,11 %).
| 1793 | 1800 | 1806 | 1821 | 1831 | 1836 | 1841 | 1846 | 1851 |
| ---- | ---- | ---- | ---- | ---- | ---- | ---- | ---- | ---- |
| 379  | 293  | 385  | 460  | 527  | 513  | 530  | 523  | 480  |

| 1856 | 1861 | 1866 | 1872 | 1876 | 1881 | 1886 | 1891 | 1896 |
| ---- | ---- | ---- | ---- | ---- | ---- | ---- | ---- | ---- |
| 480  | 476  | 437  | 367  | 376  | 365  | 348  | 351  | 336  |

| 1901 | 1906 | 1911 | 1921 | 1926 | 1931 | 1936 | 1946 | 1954  |
| ---- | ---- | ---- | ---- | ---- | ---- | ---- | ---- | ----- |
| 343  | 360  | 358  | 275  | 294  | 290  | 287  | 238  | 1 101 |

| 1962 | 1968 | 1975 | 1982 | 1990 | 1999 | 2004 | 2006 | 2009 |
| ---- | ---- | ---- | ---- | ---- | ---- | ---- | ---- | ---- |
| 602  | 568  | 323  | 369  | 442  | 276  | 542  | 553  | 579  |

| 2014 | 2019 | 2022 | - | - | - | - | - | - |
| ---- | ---- | ---- | - | - | - | - | - | - |
| 333  | 314  | 305  | - | - | - | - | - | - |

L'origine de l'explosion démographique lors du recensement de 1954 (+362,6 %) est la construction de la base aérienne 103 Cambrai-Épinoy en 1951, occupée dès 1952 par les militaires.

#### Pyramide des âges
La population de la commune est relativement jeune.
En 2018, le taux de personnes d'un âge inférieur à 30 ans s'élève à 36,6 %, soit en dessous de la moyenne départementale (39,5 %). À l'inverse, le taux de personnes d'âge supérieur à 60 ans est de 19,4 % la même année, alors qu'il est de 22,5 % au niveau départemental.
En 2018, la commune comptait 147 hommes pour 171 femmes, soit un taux de 53,77 % de femmes, légèrement supérieur au taux départemental (51,77 %).
Les pyramides des âges de la commune et du département s'établissent comme suit.
| Hommes | Classe d’âge | Femmes |
| ------ | ------------ | ------ |
| 0,7    | 90 ou +      | 0,0    |
| 7,6    | 75-89 ans    | 7,1    |
| 11,7   | 60-74 ans    | 11,8   |
| 29,0   | 45-59 ans    | 18,9   |
| 19,3   | 30-44 ans    | 21,3   |
| 12,4   | 15-29 ans    | 18,3   |
| 19,3   | 0-14 ans     | 22,5   |

| Hommes | Classe d’âge | Femmes |
| ------ | ------------ | ------ |
| 0,5    | 90 ou +      | 1,4    |
| 5,3    | 75-89 ans    | 8,1    |
| 14,8   | 60-74 ans    | 16,2   |
| 19,1   | 45-59 ans    | 18,4   |
| 19,5   | 30-44 ans    | 18,7   |
| 20,7   | 15-29 ans    | 19,1   |
| 20,2   | 0-14 ans     | 18     |

## Culture locale et patrimoine

### Lieux et monuments
- L'église Saint-Martin d'Haynecourt, construite en 1928 avec des matériaux traditionnels, brique et pierre blanche, dont la façade est constituée par un avant-corps, surmonté du clocher-porche. À l'intérieur se trouvent des fresques d'Émile Flamant représentant le Sacré-Cœur, encadré par Saint Martin et Jeanne d'Arc[40].
- Le cimetière militaire britannique Haynecourt British Cemetery, conçu par W H Cowlishaw. Il contient 289 sépultures de la Première Guerre mondiale dont huit ne sont pas identifiées[40].

- La maison à tourelles en poivrière, édifiée par  l'architecte Beauvisage au XXe siècle à l'emplacement où, avant la Révolution française, s'élevait l'ancienne cense des chanoines de la cathédrale de Cambrai[40].
- Pigeonnier du XVIIIe siècle, situé au centre de la cour de la ferme et percé d'une arche en anse de panier[40].

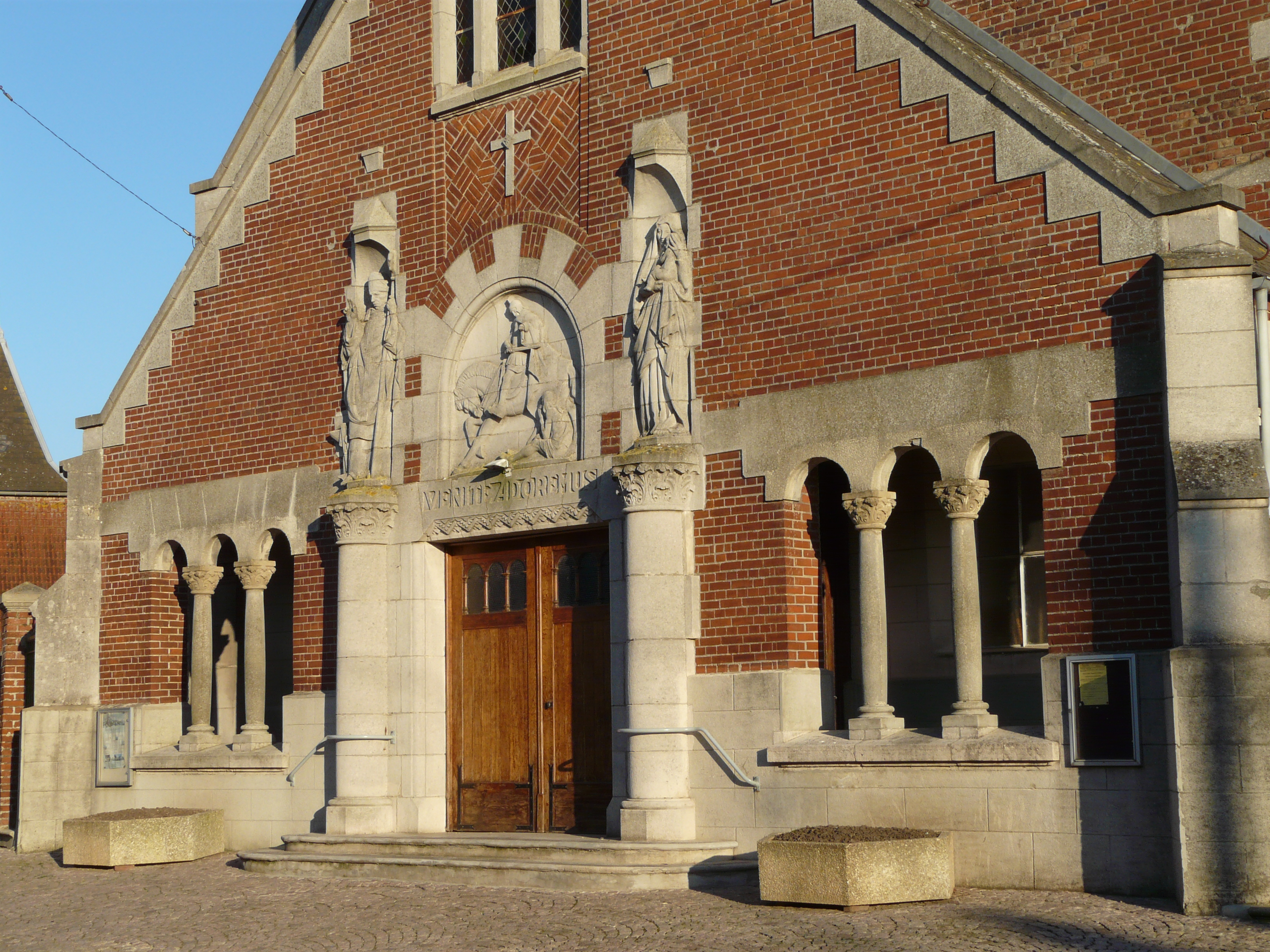
L'église.
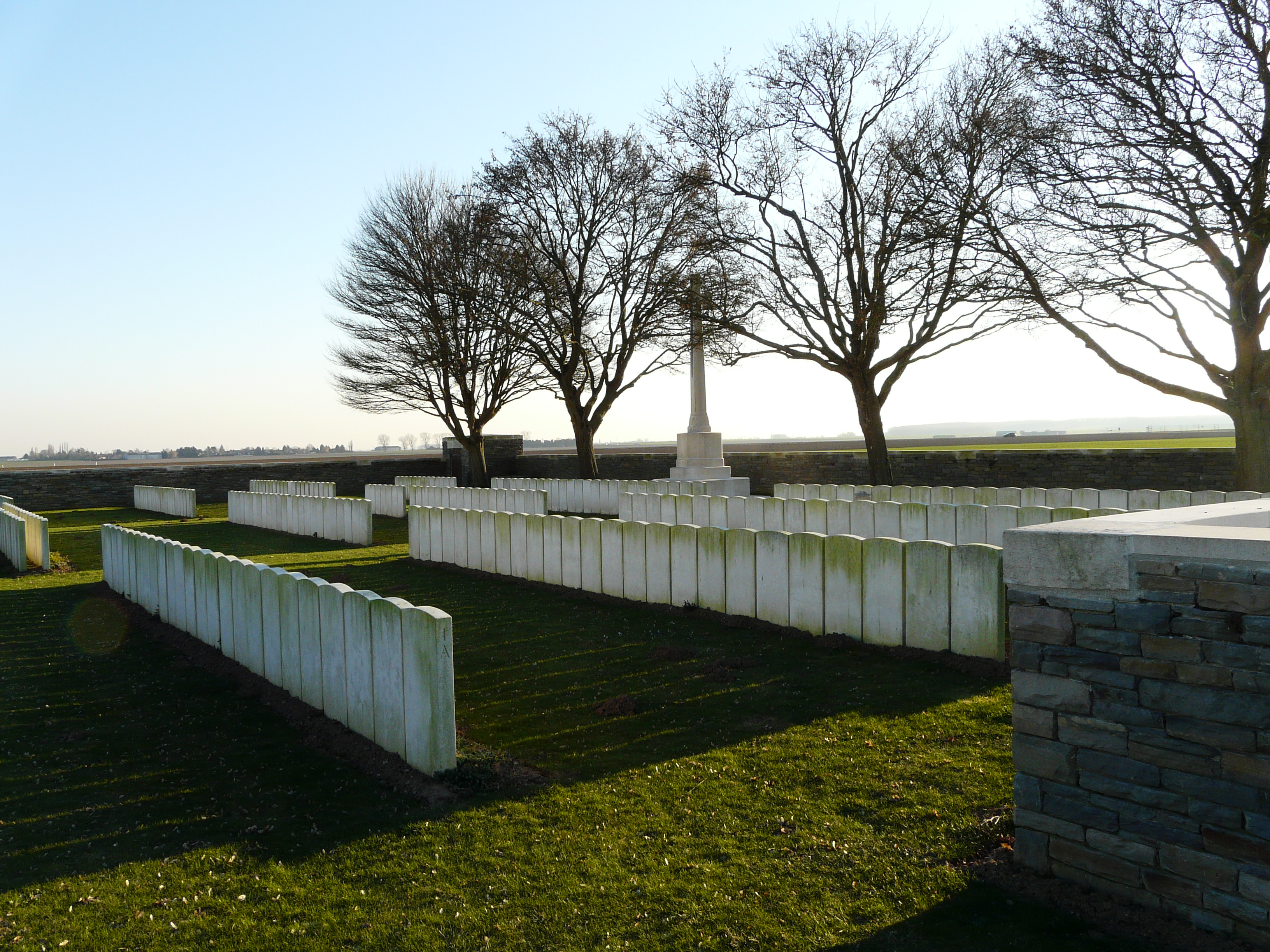
Le cimetière britannique.
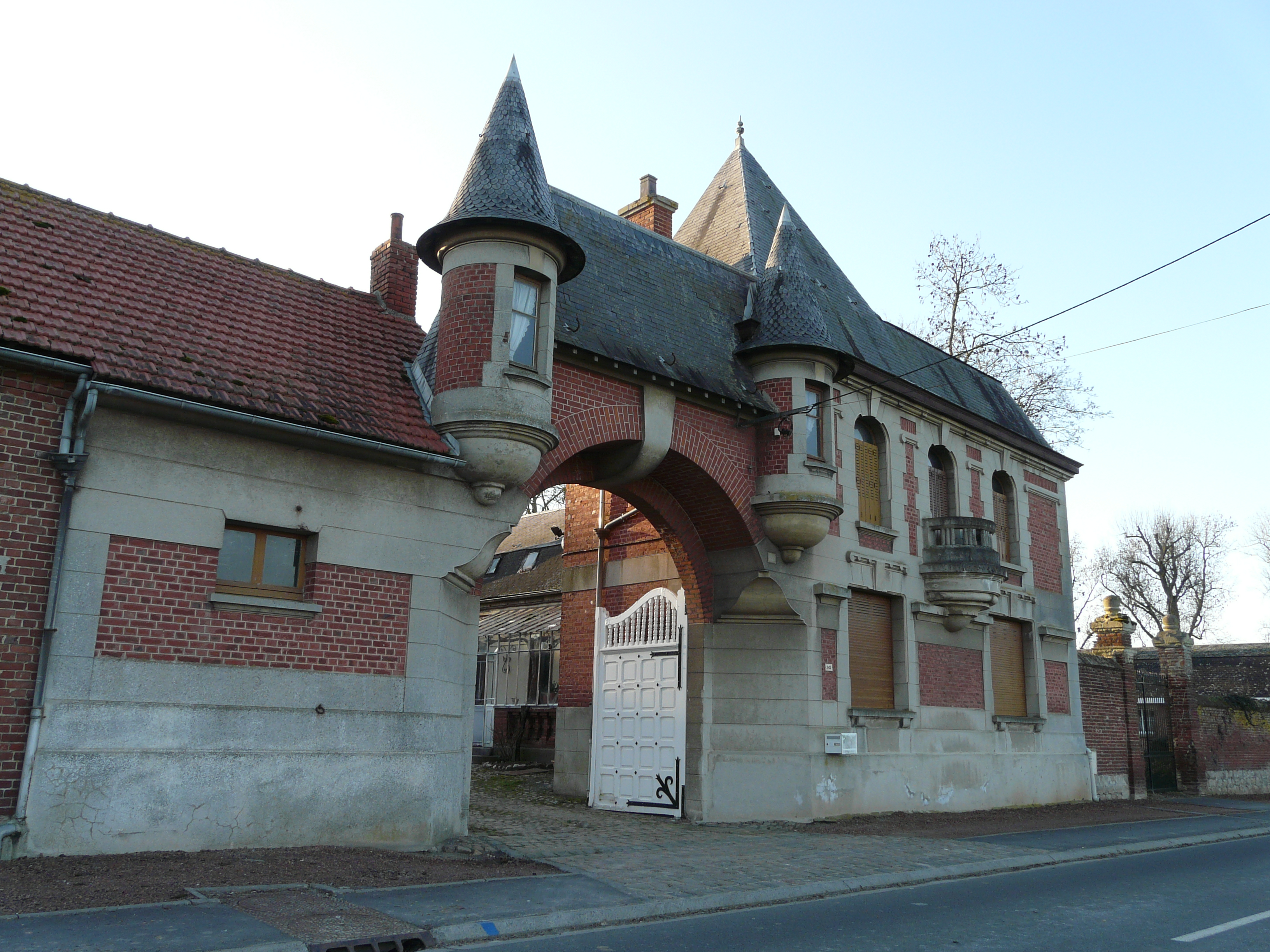
Maison à tourelle

### Personnalités liées à la commune

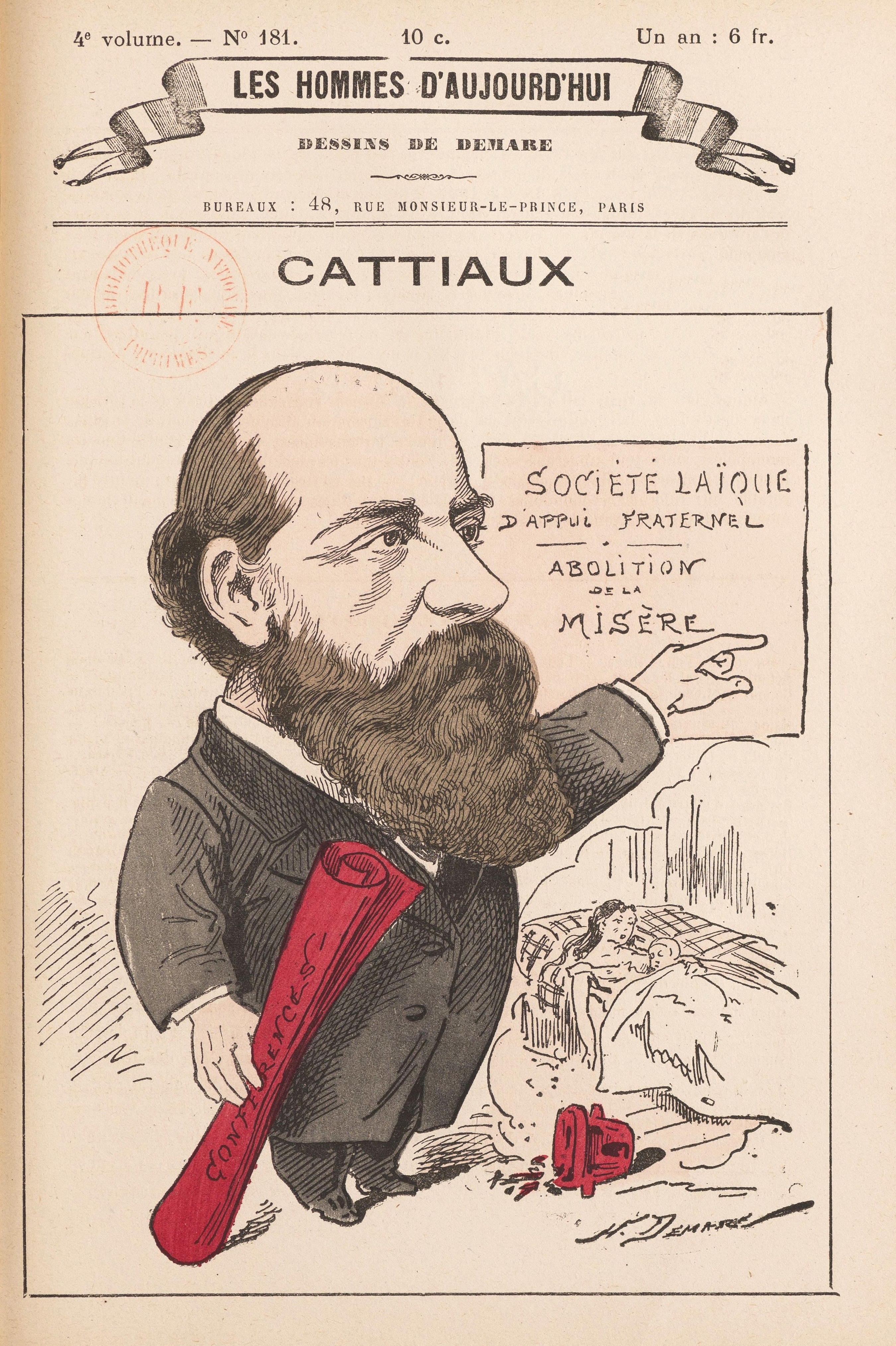
Caricature de François-Xavier Cattiaux parue dans Les Hommes d'aujourd'hui.

- François-Xavier Cattiaux, médecin et homme politique français né à Haynecourt le 14 octobre 1821 et mort à Paris le 27 août 1898.

### Héraldique
|  | Les armes de Haynecourt se blasonnent ainsi : "D'or à trois aigles à deux têtes de gueules." |

## Pour approfondir